# Dilophus crassicrus
Dilophus crassicrus är en tvåvingeart som beskrevs av Lundstrom 1913. Dilophus crassicrus ingår i släktet Dilophus och familjen hårmyggor.
Artens utbredningsområde är Tunisien. Inga underarter finns listade i Catalogue of Life.